# جان ماري ريفيير
جان ماري ريفيير (بالفرنسية: Jean-Marie Rivière )‏ (و. 1926 – 1996 م) هو ممثل، من فرنسا، توفي عن عمر يناهز 70 عاماً.

## وصلات خارجية
- جان ماري ريفيير على موقع IMDb (الإنجليزية)
- جان ماري ريفيير على موقع ألو سيني (الفرنسية)
- جان ماري ريفيير على موقع قاعدة بيانات الفيلم (الإنجليزية)
- جان ماري ريفيير على موقع كينوبويسك (الروسية)